# Gymnochthebius maureenae
Gymnochthebius maureenae är en skalbaggsart som beskrevs av Perkins 1980. Gymnochthebius maureenae ingår i släktet Gymnochthebius och familjen vattenbrynsbaggar. Inga underarter finns listade i Catalogue of Life.